# Rio Colônia
Rio Colônia är ett vattendrag i Brasilien.   Det ligger i delstaten Bahia, i den östra delen av landet, 900 km öster om huvudstaden Brasília.
Omgivningarna runt Rio Colônia är en mosaik av jordbruksmark och naturlig växtlighet. Runt Rio Colônia är det tätbefolkat, med 411 invånare per kvadratkilometer.